# Percy Barnevik
Percy Nils Barnevik, (Simrishamn, 13 de febrero de 1941-18 de julio de 2025), fue un empresario sueco. Anteriormente fue líder del grupo industrial ABB y actualmente dirige la fundación benéfica Hand in Hand.

## Biografía
Los padres de Barnevik, Einar y Anna, eran originarios de Ystad. Su padre era tipógrafo y adoptó el apellido de Brantevik, en Escania. La familia se mudó a Uddevalla en 1943, donde Barnevik creció y realizó su servicio militar en el regimiento de Bohuslän. Se graduó en economía en la Universidad de Gotemburgo (Escuela de Negocios) en 1964 y estudió en la Universidad de Stanford entre 1965 y 1966.
Barnevik comenzó su carrera empresarial en el grupo Johnson, como responsable de Datema Direct Data (DDD). Luego trabajó en Sandvik AB de 1969 a 1980, ocupando el cargo de vicepresidente entre 1979 y 1980. Posteriormente, se unió a Asea como CEO de 1980 a 1987 y fue CEO de ABB Asea Brown Boveri Ltd. de 1988 a 1996. También fue presidente de Sandvik y Skanska, y miembro de la junta de General Motors y Astra Zeneca, entre otros. Fue presidente de Investor, el grupo Wallenberg, de 1997 a 2002, año en el que tuvo que dimitir debido al escándalo de pensiones en ABB. Durante muchos años también estuvo involucrado en el Grupo Bilderberg.
Actualmente, Barnevik está comprometido con la organización benéfica Hand in Hand, en la que ha invertido alrededor de 100 millones de coronas suecas. Hand in Hand ayuda a cientos de miles de mujeres desfavorecidas en India, Sudáfrica y Afganistán a iniciar sus propios negocios. A finales de 2007, se habían organizado y entrenado a 272,000 mujeres, y se habían creado 106,000 pequeñas empresas. Hand in Hand también gestiona 44 escuelas para niños que anteriormente trabajaban, programas de salud, centros cívicos para la difusión de derechos democráticos a los pobres y proyectos medioambientales relacionados con agua y residuos. Barnevik recibió el premio "Transformador del Año" de la revista Magasinet Neo en enero de 2008, en reconocimiento a su liderazgo y compromiso con la organización Hand in Hand.
Barnevik cuenta con una amplia red personal, que incluye a Donald Rumsfeld, Peter Sutherland, Mike Mills, Henry Kissinger y Thabo Mbeki. Es asesor del gobierno sudafricano en cuestiones de inversión, de la Wharton School of Business Administration y de la Universidad Humboldt de Berlín. También es miembro del Consejo Asesor Internacional de la Federación de Industrias de Corea.
Barnevik es miembro honorario de la Royal Academy of Engineering, de la American Academy of Arts and Sciences y posee siete doctorados honorarios en Suecia, Finlandia y Estados Unidos. Es miembro de la Real Academia de Ingenieros desde 1982.
En 1989, Percy Barnevik fue designado doctor honoris causa en la Universidad de Linköping y en 1991 recibió el mismo honor en la Universidad de Gotemburgo. En 1997, se le otorgó la gran medalla de oro de la Academia de Ciencias de Ingeniería "por su destacada dirección industrial que fue fundamental para el desarrollo de la fortaleza técnica, financiera y organizativa de Asea durante la década de 1980, que caracterizó el proceso de fusión inusualmente exitoso entre Asea y Brown Boveri y que fue decisivo para el desarrollo de ABB durante la década de 1990 hasta convertirse en líder mundial en la industria electro técnica".
Percy Barnevik ha escrito la autobiografía *Jag vill förändra världen* (2011).

## Escándalo de pensiones 2002
Percy Barnevik tenía un contrato de pensión desde su tiempo en ABB, que en 2002 recibió gran atención en los medios suecos, tanto por su magnitud como por las dudas que surgieron en torno al acuerdo por parte de la dirección de ABB en ese momento.
Durante los ocho años como CEO de Asea y los nueve años como CEO de ABB, el valor de las acciones de la empresa aumentó 87 veces, con un incremento promedio anual del 30% durante esos 17 años. Las ganancias netas reportadas aumentaron 60 veces y las ventas 30 veces. Sin embargo, según algunos, como Peter Wallenberg, los informes financieros de ABB eran engañosos y la empresa estaba en realidad al borde de la quiebra. Wallenberg mencionó que pensaba que el contrato de pensión de Barnevik debía ser establecido de acuerdo con las normas suizas y Barnevik recibió la responsabilidad de arreglar esto. En lugar de ello, Barnevik recibió un pago único de 148 millones de francos suizos al jubilarse como CEO en 1996. En 2002, bajo la presidencia de Jürgen Dormann, ABB enfrentó serios problemas, lo que coincidió con la demanda de la empresa contra Barnevik.
Ese mismo año se descubrió que la compra de Combustion Engineering en Estados Unidos había sido un desastre debido a las acusaciones de asbesto contra la empresa. Barnevik había impulsado esta compra más de diez años antes, a pesar de que ya existían rumores sobre los problemas. En 2002, ABB emitió una advertencia de ganancias debido a los problemas y las acciones se desplomaron, perdiendo inmediatamente el 60% de su valor de mercado.
En marzo de 2002 se publicó un acuerdo en el que Barnevik aceptó devolver 548 millones de coronas suecas (y conservar 353 millones), aunque el acuerdo no implicó una admisión de culpa o una obligación legal de realizar la devolución. Su sucesor, Göran Lindahl, también llegó a un acuerdo similar.

## Caridad y donaciones
Percy Barnevik ha estado muy involucrado en la construcción y enfoque de la organización Hand in Hand, así como en su financiación, lo cual describe en su autobiografía Jag vill förändra världen (2011). En el sitio web de Hand in Hand International se presenta a Barnevik como fundador y en el sitio web sueco se menciona que durante los primeros años de operación, la organización fue financiada principalmente con fondos personales de Percy Barnevik.
Barnevik ha hecho una gran donación al Club Deportivo Oddevold para completar la instalación Thordéngården, y por lo tanto, apoyar indirectamente las actividades juveniles del club. En 1998, Barnevik donó nueve millones para la construcción de la nueva sala de arte en el Museo de Bohuslän. El Museo de Defensa de Bohuslän en Regementsparken también recibió un millón de coronas.
Desde 2006, Percy Barnevik es miembro permanente de la asociación Sveriges Tennismuseum tras una donación de 20,000 coronas suecas.

## Vida personal
Barnevik se casó en 1963 con la profesora Aina Orvarsson (nacida en 1940), hija del constructor Orvar y Astrid Olsson. Percy Barnevik posee una casa de vacaciones en Kämpersvik, en la costa oeste.